# Acacia greggii
Acacia greggii és una espècie de planta arbustiva que pertany a la família Mimosaceae segons la classificació antiga o a la família Fabaceae, dins la subfamília Mimosoideae, segons la classificació filogenètica. La seva fusta és dura i forta d'un color bru-vermellós. És una acàcia amb inflorescències globuloses, amb espines de 3 a 5 cm de llarg, amb fruits plans d'uns 12 cm de llarg. Coneguda amb el nom d'"ungla de gat", es distribueix per Califòrnia i Mèxic. Les fulles són compostes i bipinnades amb 10-25 parells de folíols els quals poden fer de 5 a 7 x 1,5 mm. El pecíol mesura de 4 a 10 cm i duu un petit gland. Els seus glomèruls fan 12 mm de diàmetre amb les flors grogues i molt perfumades. Floreix de febrer a març. Els fruits són llegums cilíndrics d'uns 7 cm de llargada. Les llavors són brunes d'uns 7 mm de llarg.